# Gérygone de Nouvelle-Zélande
Gerygone igata
Espèce
Statut de conservation UICN

 LC  : Préoccupation mineure
La Gérygone de Nouvelle-Zélande (Gerygone igata) est une espèce de passereaux appartenant à la famille des Acanthizidae.

## Galerie

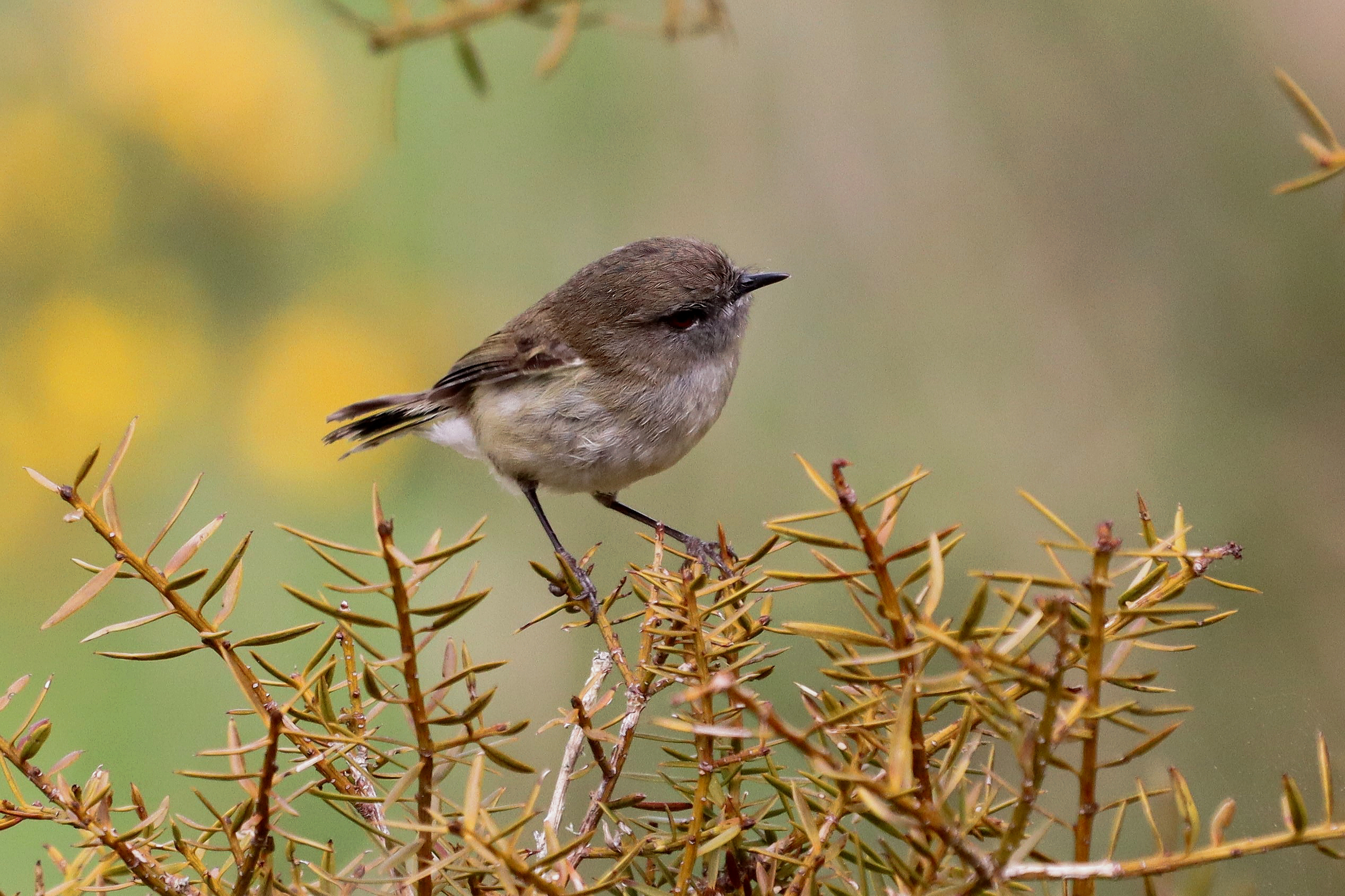
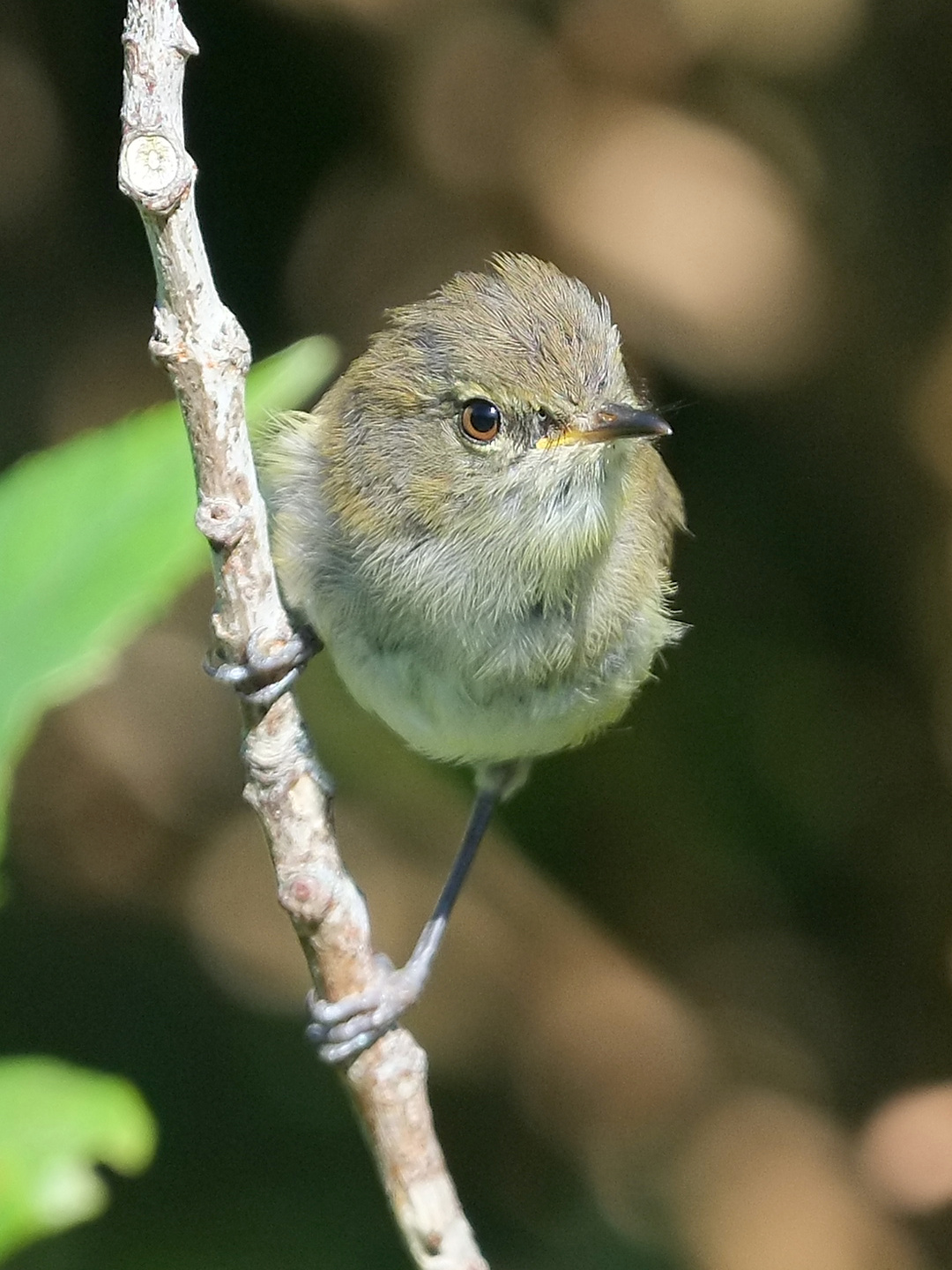
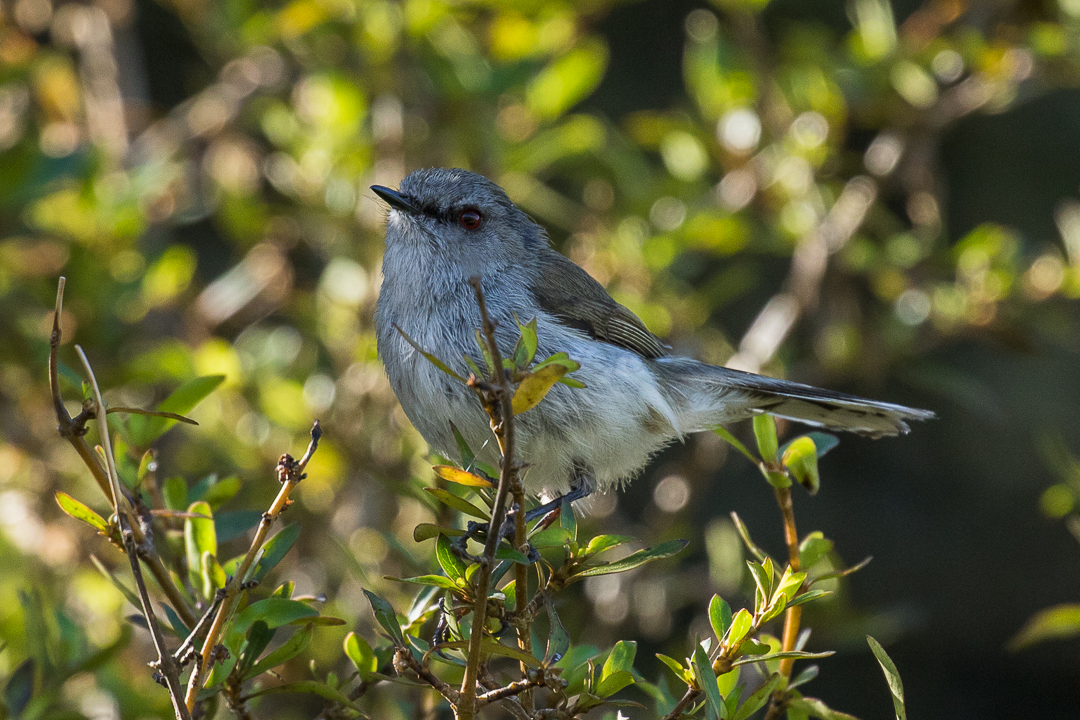
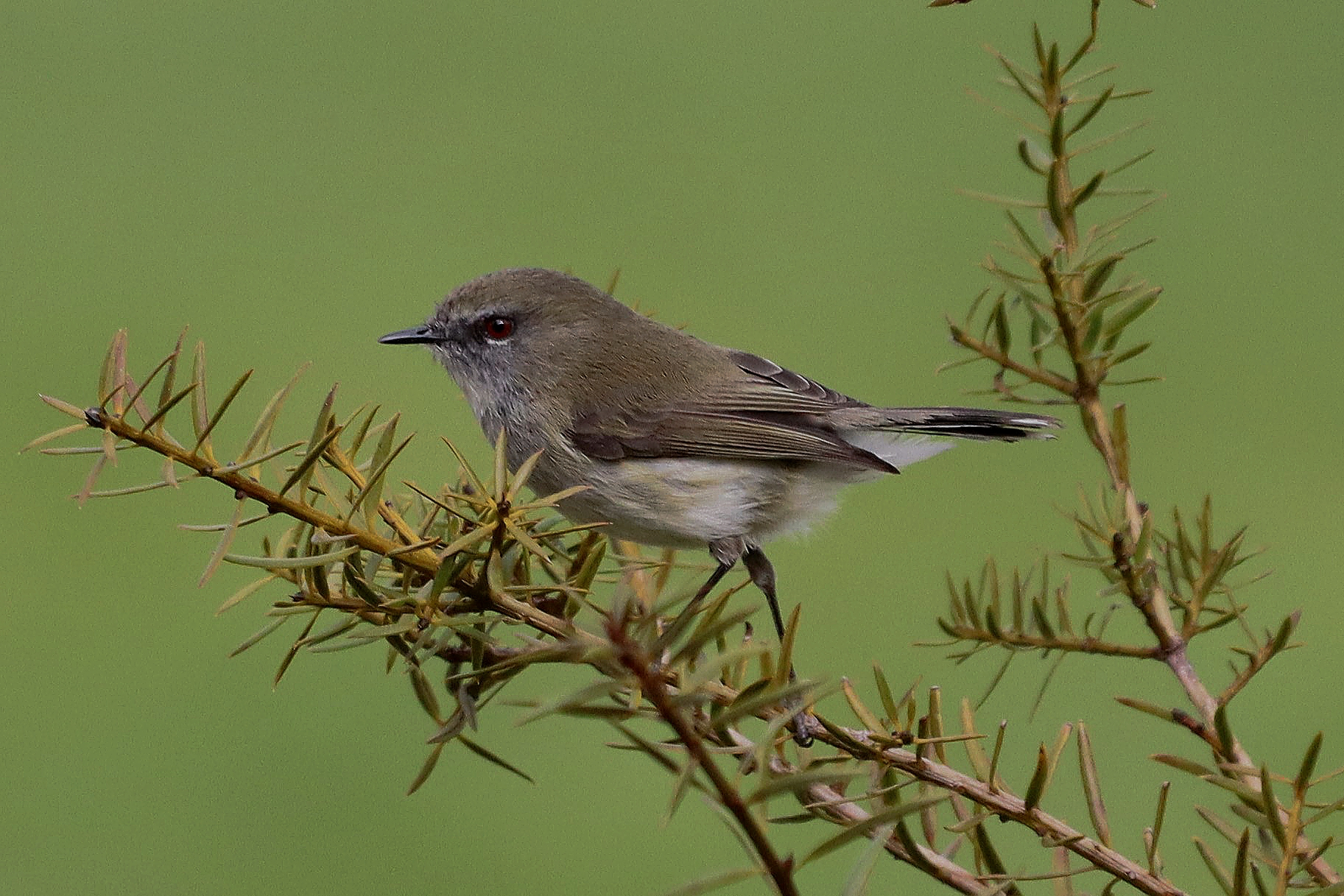